# Recca
Recca (яп. 烈火 Рэкка, «Яростный огонь»), полное название Legend Consumer серия - Summer Carnival '92 Recca — видеоигра в жанре вертикального скролл-шутера, выпущенная компанией Naxat Soft в 1992 году эксклюзивно для игровой консоли Famicom. Игра была официально выпущена только в Японии.
Игра использовалась во втором ежегодном соревновании Summer Carnival, посвящённом игре в скролл-шутеры и проводившемся компанией Naxat Soft. По этой причине в ней присутствуют такие режимы игры, как игра на быстрое прохождение и игра на лучший результат за ограниченное количество времени.
Игра имела нетипичную для игр на Famicom музыку в стиле техно, написанную Нобуюки Сиодой. Саундтрек игры был издан японским лейблом Scitron на компакт-диске под названием Legend Consumer серия - Summer Carnival '92 Recca Original Soundtrack 21 сентября 2005 года.
Основной автор игры, Синобу Ягава, являвшийся её дизайнером и программистом, впоследствии стал сотрудником компании Eighting и впоследствии Cave, разработав несколько популярных игр в жанре вертикального скролл-шутера для аркадных игровых автоматов.

## Игровой процесс
Игрок управляет космическим кораблём. Он может использовать основное и дополнительное оружие с помощью кнопок B и A. Если игрок не стреляет некоторое время, корабль накапливает мощный энергетический заряд, визуально выглядящий как шар перед кораблём, освобождаемый нажатием кнопки стрельбы и действующий как бомба. Уничтожая противников, игрок собирает выпадающие из них призы, которые дают разное вооружения. В игре пять видов основного и пять видов дополнительного оружия. Игрок также может в любой момент выбрать скорость перемещения корабля с помощью кнопки Select.
Обычная игра состоит из четырёх уровней, в каждом из которых присутствует от двух до одиннадцати боссов. При прохождении этих уровней игра заканчивается титрами с сообщением «продолжение следует» в конце. После сброса игры становится доступным существенно усложнённый режим, «RECCA Arrange - Second Quest», состоящий из семи уровней.